# Ronald Moore (baloncestista)
Ronald Moore (Philadelphia, Pensilvania, 14 de julio de 1988) es un exjugador de baloncesto estadounidense. Con 1,83 metros de estatura, jugaba en la posición de base.

## Trayectoria deportiva
Es un base de gran calidad formado en Siena Saints. Tras no ser drafteado en 2010, comenzó su primera experiencia en Europa en las filas del MBK SPU Nitra eslovaco. En la temporada 2011-12, jugaría en Polonia con el Turów Zgorzelec (donde disputaría Eurocup (6 partidos, 9,8 puntos y 5,2 asistencias) y en el campeonato polaco (45 partidos, 7,2 puntos, 4,4 asistencias).
En la siguiente temporada, jugaría en Hungría con Albacomp-UPC Szekesfehervar (45 partidos, 11,5 puntos y 6,3 asistencias). 
Más tarde, jugaría en Ucrania con SK Cherkasy Monkeys en la Superliga de Ucrania, participando en 16 partidos con una media de 31 minutos, 11.8 puntos y 8.3 asistencias.
En la temporada 2014-15, comenzaría su periplo en Italia. Tras jugar en Juvecaserta una temporada y ser unos de los asistentes más completos de la Liga, en 2015 firma con el Pistoia Basket.